# Β-半乳糖苷酶
β-半乳糖苷酶（英語：β-galactosidase）是一種水解酶，催化β-半乳糖苷水解成單糖。使β-半乳糖苷酶作用的底物包括神經節苷脂GM1、乳糖苷、乳糖、各種糖蛋白。

## 功能與特性
β-半乳糖苷酶是一種糖苷外切酶，專門水解在半乳糖和其有機部分之間的β- 糖苷鍵。它也可能裂解岩藻糖和阿拉伯糖所形成的糖苷，但是效率比較低。
它是人體中所必需的酶。
在此蛋白質不足的情況下可能導致Galactosialidosis（為一種溶酶體儲積病）或莫爾基奧乙綜合徵。在大腸桿菌中的β-半乳糖苷酶的基因—lacZ的基因為誘導型系統的一部分，乳糖操縱子是於低血糖時在乳糖的存在下被激活。
分子生物學中經常使用β-半乳糖苷酶作為監測基因表達的指標印記。β-半乳糖苷酶也表現出藍/白篩選重組複製中稱之為α-互補形成的現象。這種酶可以分開為二種胜肽，分別為LacZ基因α和LacZΩ，這兩者自身分別都不是反應端，但是當兩者同時存在時，會自發地重新組合成一個有功能的酶。
這個特性被利用在許多複製載體（克隆），其中在有lacZα基因的質體表現可以將實驗室的大腸桿菌病株中的LacZΩ基因轉換為另一個突變基因。然而，當DNA片段插入到載體中，製作LacZα的被打亂，因此細胞沒有表現β-半乳糖苷酶的活性。β-半乳糖苷酶活性表現的存在與否可透過X-gal的檢測來判斷，如果質體沒有插入此外來基因，就能成功表現出β-半乳糖苷酶的活性，就能成功分解X-gal，使菌落成為藍色。反之，插入外來基因的質體無法分解X-gal（因為β-半乳糖苷酶無法表現），而成為白色的菌落。
1995年，由Dimri等人。提出了β-半乳糖苷酶具有在PH 6.0 的新亞型（衰退與β-半乳糖苷酶和SA-β-半乳糖苷酶（衰老）有關）這被拿來特別表達老化（細胞的不可逆的生長停滯）。具體的定量測定法甚至開發了他的感應檢測。然而現在已經知道，這是溶酶體內源β-半乳糖苷酶的積累，而使其過度表現不需要的衰老。儘管如此，它仍然是最廣泛使用在衰老以及衰好細胞的生物標記物，因為它具有相當可靠的和容易檢測之特性。

## 结构
大腸桿菌1024個氨基酸中的β-半乳糖苷酶最初是在1970定序出來，而其結構是在24年後，也就是1994年確定該蛋白是一個464 - kDa的 同源四聚體與2,2,2點對稱性且每個單元的β-半乳糖苷酶包括了五個領域 ; 第一區域是膠卷型桶，第二區域和第四區域為纖連蛋白III型狀的桶，第五區域是β-三明治型，而中央的第三區域是TIM型桶。
活性端位於第三個結構域。活性端是由四聚體兩個亞基的元素所組成的，並且在四聚成二聚體活性端的解離除去中的扮演關鍵要素。β-半乳糖苷酶的末端序列中，α-肽參與了於亞基介面中的α-互補。其殘基22-31幫助以穩定的四螺旋束形成該界面的主要結構，殘基13和15則有助於激活接口。這些結構上的特徵為為α-互補的現象，為缺失的氨基末端片段的結果在非活性二聚體的形成提供一個合理的解釋。

## 催化反应
β-半乳糖苷酶的活性端通過“淺層”與“深層”結合基質來催化水解雙糖。一價的鉀離子（K +），以及二價的鎂離子（鎂2 +）需要酶的最佳活性。以β-核苷間鍵為基質經由谷氨酸側鏈上的羧基終端裂解而成。
在大腸桿菌中，谷氨酸-461被認為是取代反應的親核試劑。然而，現在已經知道谷氨酸-461是一種酸[催化劑]。相反的，谷氨酸-537為實際的親核試劑，他是結合到半乳糖的中間體。
在人類中，是由Glu-268扮演水解反應的親合試劑。

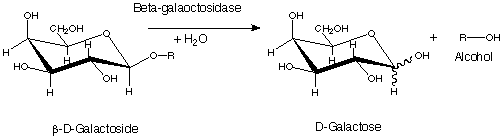
β-半乳糖苷酶所催化的反应

## 应用
β-半乳糖苷酶檢測常用於遺傳學、分子生物學，以及其他生命科學。可用於藍/白篩檢測中，有活性的酶可以用X-gal來進行檢測，會在裂解β-半乳糖苷後形成一個深藍色的產物5-溴-4-淀藍，並且容易辨識和量化。它的生產可以透過非水解性誘導結構異構物中的異乳糖─IPTG，從lac操作者中結合並釋放lac操縱子，從而使轉錄起始端繼續進行。
因為他的高表現性質及它在衰老細胞中的溶酶體累積的特性。儘管有其局限性，它可被當作一個老化的標誌物，藉由進行體內和體外在定性和定量可用以測定老化程度。